# Congrés dels Aliats
El Congrés dels Aliats (Congress Alliance en anglès) va ser una coalició anti-apartheid formada a Sud-àfrica durant la dècada de 1950. Liderada pel Congrés Nacional Africà (ANC), el Congrés era una aliança multiracial que cercava una Sud-àfrica democràtica.

## Carta de la Llibertat
El Congrés dels Aliats va tenir un paper molt important en el desenvolupament de la Carta de la Llibertat (Freedom Charter en anglès), que era una declaració de principis fonamentals de l'aliança. Caracteritzada per les seves demandes obertes, "El Poble ha de governar!", la Carta va ser ratificada en un míting de masses, el Congrés del Poble, celebrat a Kliptown, Soweto, el juny de 1955.
El Congrés dels Aliats va ser format com a part dels esforços del Congrés Nacional Africà per promoure un moviment anti-apartheid multiracial.

## Aliats i organitzacions associades
- Congrés Nacional Africà (ANC)
- Partit Comunista de Sud-àfrica (SACP)
- Congrés dels Demòcrates de Sud-àfrica (COD)
- Congrés de la Gent de Color (CPC)
- Congrés dels Sindicats Sud-africans (SACTU)
- Congrés Indi de Sud-àfrica (SAIC)
- Federació de Dones Sud-africanes

## Detencions
El desembre de 1956, la major part dels membres rellevants del Congrés dels Aliats va ser arrestat i jutjat per traïció, inclosa la totalitat de l'executiva de l'ANC. 105 africans, 21 indis, 23 blancs i 7 mestissos que formaven part del Congrés van ser arrestats. Molts dels líders, com el mateix Nelson Mandela, van ser detinguts i confinats a la Presó de Johannesburg, resultant en "la sessió del Congrés més llarga i nombrosa en anys".". Els detinguts van ser jutjats durant el conegut com a Judici per Traïció.